# Motion de censure du 4 décembre 2024 en France
En France, la motion de censure du 4 décembre 2024 est une motion de censure adoptée à l'encontre du gouvernement de Michel Barnier qui avait engagé sa responsabilité pour faire adopter le projet de loi de financement de la Sécurité sociale pour 2025, conformément à l'article 49 alinéa 3 de la Constitution, et qui a contraint Michel Barnier à démissionner. 

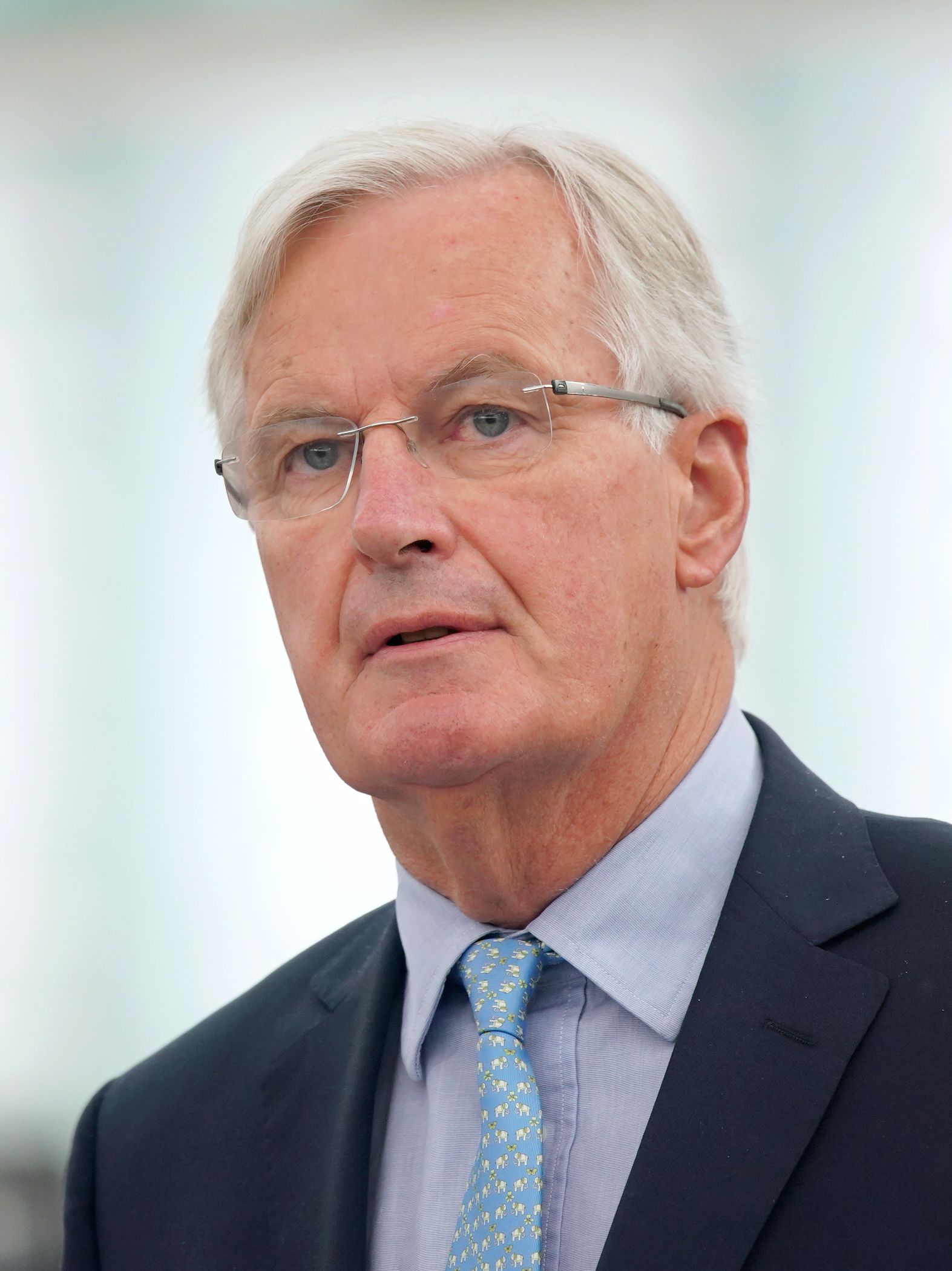
Michel Barnier, Premier ministre du 5 septembre 2024 au 5 décembre 2024.

C'est la seconde fois dans la Ve République qu'un gouvernement est renversé, soixante-deux ans après la motion de censure du 4 octobre 1962 qui avait entraîné la démission du premier gouvernement de Georges Pompidou et la dissolution de l'Assemblée nationale par le président Charles de Gaulle.
C'est la première censure intervenant après l'engagement de la responsabilité du gouvernement (en vertu de l'article 49.3), alors que la chute du gouvernement Pompidou résultait d'une motion déposée « spontanément » (selon l'alinéa 2 de l'article 49).

## Historique des événements qui précèdent le vote de la motion

### Présidentielle 2022
Lors du deuxième tour de l'élection présidentielle de 2022, Emmanuel Macron l'emporte grâce à un front républicain. Les élections législatives qui suivent donnent une majorité relative au groupe qui soutient le président élu. Il doit cependant affronter une grave crise politique et sociale, tant française que mondiale (crise énergétique et réchauffement climatique, adoption sans vote d'une loi reculant notamment l'âge de la retraite, ayant donné lieu à une très forte contestation populaire).

### Européennes et législatives 2024
En réponse aux résultats des élections européennes de juin 2024, qui marquent une victoire historique du Rassemblement national, Emmanuel Macron décide de dissoudre l'Assemblée nationale, déclenchant des élections législatives anticipées. Il perd à cette occasion la majorité relative au profit du Nouveau Front populaire, qu'il refuse néanmoins d'appeler à former un gouvernement minoritaire, provoquant alors une crise politique inédite sous la Cinquième République. Il forme alors, avec Les Républicains « canal historique » (le reste avec Éric Ciotti s'étant allié au Rassemblement national), un gouvernement dirigé par Michel Barnier, qui a une très fragile majorité relative à l'Assemblée.

### Motion de censure du 8 octobre 2024
Une  motion de censure, déposée auparavant le 8 octobre par le 
NFP, n'avait pas été adoptée, car seulement 197 députés l'avaient votée.

### Décembre 2024
Début décembre 2024, afin de faire adopter le projet de loi de financement de la Sécurité sociale pour 2025, Michel Barnier engage la responsabilité de son gouvernement, conformément à l'article 49 alinéa 3 de la Constitution. 
En réaction, deux motions de censure sont déposées : une première par le Nouveau Front populaire puis une seconde par l'alliance Rassemblement national-UDR. La motion de la gauche ayant été déposée avant celle de l'extrême droite, elle est mise au vote en premier.

## Vote de la motion
La motion de censure a été soumise par 185 députés du Nouveau Front populaire et intervient après 2 mois et 29 jours du gouvernement Barnier. Elle est votée par 331 députés sur 574 et le gouvernement doit démissionner. La motion de l'extrême droite n'est en conséquence pas mise au vote.
| Date du vote | Outil et contexte           | Majorité requise | Groupe | Groupe  | Groupe | Groupe | Groupe | Groupe | Groupe | Groupe | Groupe | Groupe | Groupe | NI | Résultats | Résultats |
| Date du vote | Outil et contexte           | Majorité requise | GDR    | LFI-NFP | ECOS   | SOC    | LIOT   | DEM    | EPR    | HOR    | DR     | UDR    | RN     | NI | Résultats | Résultats |
| --- | --------------------------- | ---------------- | ------ | ------- | ------ | ------ | ------ | ------ | ------ | ------ | ------ | ------ | ------ | -- | --------- | --------- |
| Date du vote | Outil et contexte           | Majorité requise |        |         |        |        |        |        |        |        |        |        |        | NI | Résultats | Résultats |
| 4 déc. 2024 | article 49 al. 3 PLFSS 2025 | 288              | 16     | 71      | 38     | 65     | 1      | 0      | 0      | 0      | 0      | 16     | 123    | 1  | 331       | Adoptée   |
| Majorité absolue des membres de l'Assemblée nationale requise. Le ou les groupes signataires de la motion de censure sont identifiés en souligné. |                             |                  |        |         |        |        |        |        |        |        |        |        |        |    |           |           |

## Analyse de la motion
La motion comporte neuf paragraphes.  Le premier expose rapidement la situation, tandis que le neuvième conclut.
« Pour ces raisons, conformément aux dispositions de l’article 49 alinéa 3 de la Constitution et aux articles 153 et suivants du règlement de l’Assemblée nationale, nous, députées et députés, déposons la présente motion de censure. »
Le deuxième paragraphe critique la politique économique du président de la République, Emmanuel Macron, qui est explicitement cité, politique qui a engendré un déficit record, que Michel Barnier tente de combler par une politique d'austerité qui nuit à l’emploi. 
Le quatrième paragraphe critique un budget élaboré au détriment des plus pauvres.
Le sixième paragraphe constitue une dénonciation politique ferme du Rassemblement national et de l'extrême-droite. Ce passage a été mis en avant par les soutiens et les membres du gouvernement – notamment Michel Barnier lui-même lors d'un entretien télévisé la veille du vote – pour critiquer le choix des groupes RN et UDR de voter une motion de censure dont le texte leur est hostile – Marine Le Pen et les membres du RN estimant que l'exposé des motifs est sans conséquence et que seul compte le fait de censurer le gouvernement.[réf. souhaitée]
« Alors qu’une large majorité de nos concitoyennes et concitoyens a fait le choix du barrage à l’extrême droite lors des élections législatives, le Premier ministre a cédé à leurs plus viles obsessions, avec une nouvelle loi immigration, qui poursuivrait la faillite morale et politique de l’année dernière et une remise en cause de l’Aide Médicale d’État, qui apporte humanité et dignité à ceux qui foulent notre sol et est une mesure essentielle pour tous de santé publique. »

## Texte de la motion
Le texte de la motion est le suivant.
« Le Premier Ministre, sans majorité à l’Assemblée nationale a choisi de recourir aux dispositions de l’article 49 alinéa 3 de la Constitution pour imposer le projet de loi de financement de la sécurité sociale pour 2025 et ainsi forcer l’adoption d’un budget d’austérité qui affaiblira gravement notre protection sociale. À n’en pas douter, si ce gouvernement minoritaire n’est pas censuré dès maintenant, il continuera à imposer sa politique austéritaire en usant à nouveau du 49.3 sur le projet de loi de finances de fin de gestion pour 2024 et sur le projet de loi de finances pour 2025.

La diminution de plus de 62 milliards d’euros par an des recettes de l’État depuis l’élection d’Emmanuel Macron, au profit des très grandes entreprises et des contribuables les plus fortunés, a alimenté un déficit budgétaire record. Michel Barnier poursuit le dogmatisme des soutiens d’Emmanuel Macron, qui refusent toute mesure de justice sociale. Michel Barnier fait donc le choix de l’austérité, qui fait porter un risque important de récession, ainsi que sur le front de l’emploi. De fait, les plans sociaux se multiplient et l’OFCE prévoit près de 150 000 suppressions d’emplois en 2025.
Ceux qui ont envoyé le pays dans le mur demandent aujourd’hui aux Françaises et aux Français de payer la facture : taxation des retraités par la désindexation partielle et différée des pensions de retraites, taxation des patients par la hausse du reste à charge sur les soins, taxation des apprentis, taxation du système de santé par 600 millions d’euros de coupes budgétaires supplémentaires... La réforme du barème des exonérations de cotisations sociales est réduite à peau de chagrin après avoir été sabordée par les députés du « socle commun » pourtant censés soutenir le gouvernement Barnier. 
S’il était mis en œuvre, ce budget de la sécurité sociale aggraverait les difficultés que vivent les Françaises et les Français au quotidien : fermeture des services d’urgence, pénuries de médicament essentiels, désertification médicale, hausse du renoncement aux soins pour raisons financières, Ehpad et hôpitaux publics à bout de souffle, dérives de la marchandisation du secteur des crèches… Le gouvernement et les députés qui le soutiennent sont restés obtus et dans la défense acharnée d’une politique pourtant sanctionnée dans les urnes. 
L’adoption d’amendements des groupes du Nouveau Front Populaire lors de l’examen du texte à l’Assemblée nationale a démontré qu’il était possible de trouver les ressources pour répondre aux besoins sociaux et de santé. Ce sont près de 17 milliards d’euros de recettes supplémentaires prélevées sur les plus riches qui ont été adoptées, soit le montant du déficit des régimes obligatoires de la sécurité sociale prévu par le gouvernement pour l’année 2025. À aucun moment, le Gouvernement n’a pris en compte les votes de l’Assemblée et ouvert le chemin de la discussion. Il a balayé les amendements des groupes du Nouveau Front Populaire. 
Alors qu’une large majorité de nos concitoyennes et concitoyens a fait le choix du barrage à l’extrême droite lors des élections législatives, le Premier ministre a cédé à leurs plus viles obsessions, avec une nouvelle loi immigration, qui poursuivrait la faillite morale et politique de l’année dernière et une remise en cause de l’Aide Médicale d’État, qui apporte humanité et dignité à ceux qui foulent notre sol et est une mesure essentielle pour tous de santé publique.
L’utilisation de l’article 49, alinéa 3 de la Constitution est le résultat du choix d’Emmanuel Macron de désigner un Premier Ministre ne détenant qu’un très faible soutien dans l’hémicycle et dans le pays et qui ne cherche à se maintenir, au-delà de ses divisions, que par la recherche d’un accord désormais clair avec le Rassemblement national. 
C’est avec gravité et responsabilité que la gauche présente aujourd’hui cette motion de censure, car elle ne s’est jamais située du côté de l’instabilité ou du chaos. Mais l’absence de dialogue, le mépris pour les propositions formulées et pour le travail parlementaire rendent la censure nécessaire. 

Pour ces raisons, conformément aux dispositions de l’article 49 alinéa 3 de la Constitution et aux articles 153 et suivants du règlement de l’Assemblée nationale, nous, députées et députés, déposons la présente motion de censure. »